# Xbox Game Pass
Xbox Game Pass är sedan juni 2017 Microsofts datorspelsprenumerationstjänst för Xbox-konsoler och sedan juni 2019 även till Windows 10-datorer, då beteckningen Xbox Game Pass for PC.

## Beskrivning av tjänsten
Mot en månadskostnad ges abonnenten via Internet tillgång till ett spelbibliotek med fler än 100 spel. Spel kan laddas ner och spelas så länge prenumerationen pågår och spelet finns kvar i biblioteket. Vilka spel som finns tillgängliga i biblioteket ändras över tid; en del tas bort och andra läggs till.
2021 fanns tre prenumerationstyper tillgängliga:
- Xbox Game Pass for console – Spelbiblioteket tillgängligt genom Xbox One- och Xbox Series X och Series S-konsoler
- Xbox Game Pass for PC – Spelbiblioteket tillgängligt genom Windows 10
- Xbox Game Pass Ultimate – Båda ovanstående samt tillgång till Xbox Live Gold, EA Play och Xbox Cloud Gaming[3]

## Historik
Xbox Game Pass utannonserades den 28 februari 2017, blev tillgänglig för Xbox Live Gold-abonnenter den 24 maj 2017 och lanserades officiellt den 1 juni 2017.